# آدریانو بولتسونی
آدریانو بولتسونی (ایتالیایی: Adriano Bolzoni؛ ‏ ۱۴ آوریل ۱۹۱۹ – ۲۰۰۳) یک کارگردان فیلم، فیلم‌نامه‌نویس و روزنامه‌نگار اهل ایتالیا بود.
وی فیلم‌نامه‌نویس فیلم‌هایی همچون قاتل پشت خط است، مشاور، قاتل باید دوباره بکشد، سرباز حرفه‌ای، من کاپاتاز هستم، برده، پاگنده در مصر، کبرا، گناه در وجودت حبس شده و فقط من کلیدش را دارم، مردی با نگاه بسیار سرد، انسان‌نما و تیم اضطراری بوده است.